# Народный дом Э. Л. Нобеля
Народный дом Э. Л. Нобеля — памятник архитектуры. Расположен в Калининском районе Санкт-Петербурга, современный адрес дома — Лесной проспект, 19 корпус 1.
Предположительно первый народный дом Санкт-Петербурга.
Здание построено Р. Ф. Мельцером в 1897—1901 годах как «Читальня и зал для народных чтений». Во время строительства проект был изменён: для соответствия «обязательным требованиям» к общественным сооружениям в 1900—1901 годах была пристроена парадная лестница с большим вестибюлем. Композиция здания асимметрична, лестничные клетки выступают, оконные проёмы сделаны неритмично, разных размеров — согласно внутренней планировке. На одном из ризалитов сделаны группы по три узких окна. Стены гладко оштукатурены, над окнами сделаны кирпичные перемычки, что перекликается с оформлением жилого городка Э. Л. Нобеля. Основной фасад развёрнут во двор и акцентирован башней, над входами сделаны навесы-зонтики с лёгкими кронштейнами.
В здании было два больших зала — зал для вечеров и собраний на первом этаже (строго оформленный, с подвесным потолком из матового стекла) и аудитория (в которой можно было играть в теннис, она была украшена открытыми металлическими конструкциями и декоративными коваными кронштейнами, решётка балкона была с декоративным цветочным узором), библиотека, бильярдная, комнаты для кружков. В парадной лестнице и вестибюле использована разноцветная плитка, дубовые обрамления дверей сложного рисунка, живописные панно и орнаментальная роспись. Согласно предположениям, в оформлении участвовал К. С. Петров-Водкин (хотя в то время он учился в Москве, что может противоречить теориям о его участии).
Библиотека на 2650 томов была открыта 15 ноября 1906 года, позднее был сделан отдел для книг на немецком, французском, финском и эстонском языках. Во время Первой Мировой войны в здании был расположен госпиталь на 150 пациентов.
В читальне после революции располагался Детский дом культуры (Дом пионеров и школьников Калининского района), в 1995 году здание получил Сбербанк, отреставрировавший парадные помещения и отремонтировавший остальные, позднее здание занял бизнес-центр.